# ひなこい
『ひなこい』は、2020年11月18日より配信された、日本の女性アイドルグループ・日向坂46を題材としたスマートフォン向けアプリケーションゲーム。

## ゲーム内容
日向坂46と恋愛を楽しむことが出来るシミュレーションゲームで、プレイヤーは日向坂高等学校に転校してきた生徒となり、校内で日向坂46メンバーとの恋愛を体感出来る。日向坂46の主演ドラマ『声春っ!』とのコラボが行われており、2021年4月28日（深夜）の第1話放送終了後より開始された。

## ストーリー
東京より片道2時間の距離にある日向坂高等学校に転校した。共に過ごす時間の中で、君を大好きになる。二人で歩いたあの道、汗をかいてしまうほど照りつける太陽。日向坂46と本気で夢を追いかけ恋をする青春ラブストーリー。

## キャラクター設定
- 3年生：佐々木久美、佐々木美玲、高瀬愛奈
- 2年生：金村美玖、河田陽菜、小坂菜緒、富田鈴花、 松田好花、上村ひなの、髙橋未来虹[注 1]、森本茉莉[注 1]、山口陽世[注 1]
- 1年生[注 2]：石塚瑶季、小西夏菜実、清水理央、正源司陽子、竹内希来里、平尾帆夏、平岡海月、藤嶌果歩、宮地すみれ、山下葉留花、渡辺莉奈

## キャンペーン
2020年10月21日より事前登録が開始され、登録者数に応じた豪華が特典をプレゼントされた。
- 1万人（達成）
  - ガチャ1回分：日向石累計300個
- 3万人（達成）
  - ガチャ3回分：日向石累計900個
- 5万人（達成）
  - ガチャ5回分：日向石累計1500個
- 10万人（達成）
  - オリジナルリアルグッズ（抽選で20名にプレゼント）
- 20万人（達成）
  - ガチャ10回分：日向石累計3000個

## 評価
- 事前登録開始から3日目で登録者が10万人[8]、24日目で登録者が20万人[9]を突破した。
  - ゲームアプリのダウンロード開始してから11月20日に30万[10]、同月21日に40万[11]、同月22日に50万[12]、同月23日に60万[13]、同月27日に70万[14]、同月28日に80万[15]、同月30日に90万[16]、12月05日に100万[17]を突破した。